# Бозон
Бозони се наричат елементарните частици с цял спин. Тъй като вътрешното движение на бозоните се описва от обикновените координати, то те имат цяло число ћ. Например фотон, пион, промеждутъчен (векторен) бозон, глуон и т.н.
В зависимост от броя на състоянията с еднакви квантови характеристики, елементарните частици се подчиняват на две статистически описания. За групата на бозоните не се отнася принципът на Паули и поради това произволен брой от тях могат да заемат едно и също квантово състояние (казваме, че колективното поведение на ансамбъл от бозони се описва от статистиката на Бозе-Айнщайн), а другата – фермионите – остават поединично в дадено квантово състояние (съвкупност от тях се подчинява на принципа на Паули и статистиката на Ферми-Дирак).
Причината за тези принципни различия в статистическото поведение е, че докато бозоните имат собствен механичен момент (спин), измерващ се в целочислени значения на константата на Планк ћ, то фермионите имат спин, измерващ се в полуцели значения на ћ. Бозоните са преносители на фундаменталните взаимодействия в природата. Някои фазови преходи от втори род се обясняват с бозонизация на фермионите, чрез групирането им по двойки с антипаралелни спинове, като например купъровите двойки в свръхпроводниците. По този начин, те преодоляват ограничението, наложено им от принципа на Паули, и образуват енергетично по-изгодни статистически конфигурации (Бозе-флуид).
Името „бозон“ е дадено от Пол Дирак, за да се отбележи приносът на индийския физик Сатиендра Нат Бозе